# Pete Wilcox
Peter Jonathan Wilcox (né en 1961) est un évêque anglican britannique. Depuis juin 2017, il est évêque de Sheffield dans l'Église d'Angleterre. Il est auparavant le doyen de Liverpool de 2012 à 2017.

## Jeunesse et éducation
Wilcox est né en 1961 et fréquente le Worksop College dans le nord du Nottinghamshire avant d'étudier à l'Université de Durham où il est membre du St John's College. Il est diplômé de Durham avec un baccalauréat ès arts (BA) en 1984. Il fréquente ensuite Ridley Hall, Cambridge, où il se forme pour l'ordination et obtient un BA en théologie de l'Université de Cambridge en 1986. Plus tard, il retourne à Durham pour des études supérieures et obtient une maîtrise ès arts (MA) en 1991. Il fréquente ensuite le St John's College d'Oxford et obtient un doctorat en philosophie (DPhil) en 1993. Sa thèse de doctorat s'intitule "Restoration, Reformation and the progress of the kingdom of Christ : evangelisation in the thought and practice of John Calvin, 1555–1564 (Restauration, Réforme et progrès du royaume du Christ : évangélisation dans la pensée et la pratique de Jean Calvin, 1555-1564)".

## Ministère ordonné
Il est ordonné diacre à Petertide (28 juin 1987) et prêtre au Petertide suivant (26 juin 1988), les deux fois par l'évêque David Edward Jenkins à la cathédrale de Durham. Son premier poste est curé à Preston-on-Tees. De 1990 à 1993, tout en entreprenant des études de troisième cycle, il est pasteur non rémunéré à l'église St Giles, à Oxford, et à l'église St Margaret, à Oxford. Il est vicaire de l'équipe de Gateshead de 1993 à 1998 lorsqu'il devient directeur du Urban Mission Centre, Cranmer Hall, Durham. Il est prêtre en charge de St Paul's Walsall à partir de 1998 avant de devenir chanoine chancelier de la cathédrale de Lichfield en 2006. Il est nommé doyen de la cathédrale de Liverpool le 15 septembre 2012.
Le 7 avril 2017, il est nommé évêque de Sheffield, consacré le 22 juin et prend ses fonctions à l'automne 2017. Il est élu au siège par le Collège des chanoines de la cathédrale de Sheffield le 5 mai 2017 et son élection confirmée à York Minster le 5 juin 2017. Le 22 juin 2017, il est consacré évêque par l'archevêque John Sentamu à York Minster.
Wilcox est administrateur de Ridley Hall, Cambridge, où il a étudié pour l'ordination.
Le 17 janvier 2023, Wilcox est admis à la Chambre des lords en tant que Lord Spiritual.
Wilcox est marié à Catherine Fox, une écrivaine et un conférencière à l'Université métropolitaine de Manchester. Ils ont deux enfants.